# Троянов, Алексей Алексеевич
Алексе́й Алексе́евич Троя́нов (10 мая 1848, Тамбовская губерния, Российская империя — 13 февраля 1916, Санкт-Петербург, Российская империя) — основатель флебологии в России. Крупный, талантливый и самобытный русский хирург.

Давно известно, что одним из показателей духовного развития народа служит его отношение к своим великим соотечественникам. Чем культурнее страна, тем больше дорожит она своими духовными сокровищами и тем ревностнее относится к славе своих лучших сынов, тем восторженнее чтит их память— Троянов Алексей Алексеевич

## Биография
Родился в 1848 году в Тамбовской губернии в крестьянской семье. В 1866 году поступил на медицинский факультет Казанского университета, но через год перешел в Императорскую медико-хирургическую академию. Переход этот свидетельствовал о стремлении молодого Троянова к изучению медицины в передовом учебном заведении. В Медико-хирургической академии А. А. Троянов учился у крупнейших русских ученых. На втором и третьем курсах Академии он слушал лекции «отца русской физиологии» И. М. Сеченова, выдающихся химиков — Н. Н. Зинина и А. П. Бородина, патологоанатома М. М. Руднева. Хирургическую патологию читал Е. П. Богдановский. Вероятно, под влиянием этого знаменитого специалиста определилась склонность А. А. Троянова к хирургии, так как он ещё студентом начал работать в его клинике.
В 1871 году окончил медико-хирургическую академию (Ныне Военно-медицинская академия им. С. М. Кирова). В 1872 году начал свою деятельность в должности земского врача при больнице в городе Шацк на Уральской железной дороге. После успешной практики возвратился в академию на кафедру лаборатории профессора В. В. Пашутина, где в 1882 году защитил докторскую диссертацию на тему «О влиянии обширных ожогов тела на животный организм». Эта работа, по отзывам современников, создала А. А. Троянову имя в науке, так как была наиболее полным исследованием по ожогам.
В 1886 году — Сергей Петрович Боткин, глава больничного дела Санкт-Петербурга, пригласил Алексея Троянова на должность заведующего хирургическим отделением на 300 коек Обуховской больницы, так как дела в этой больнице шли из рук вон плохо. Не случайно Николай Лесков устами одного из своих персонажей так отозвался о больнице:

«Тогда один подлекарь сказал городовому везти больного в простонародную Обуховскую больницу, где неведомого сословия всех умирать принимают»— Лесков, Николай Семёнович
Благодаря его организаторскому таланту и безграничной любви к хирургии возникла, своего рода школа «обуховских» хирургов, куда для обучения съезжались хирурги со всей России. Слава блестящего хирурга, прочно утвердившаяся за Трояновым, стала основанием для последовавших предложений от профессора Вячеслава Авксентьевича Манассеина о заведовании кафедрой хирургической патологии в Военно-медицинской академии и от профессора Пашутина, ставшегося начальником Академии, о заведовании кафедрой госпитальной хирургии. Однако Алексей Алексеевич ответил отказом, мотивируя его недостатком качеств, которыми, по его мнению, должен обладать глава кафедры. Троянов был заведующим хирургическим отделением до 1905 года.
В 1905 году стал директором Мариинской и Александровской больниц одновременно.
В 1914 году ушёл в отставку и провёл остаток своей жизни в Царском Селе, где и скончался.
Похоронен в Санкт-Петербурге на Новодевичьем кладбище.

## Научные достижения
В 1888 году использовал метод хирургического лечения варикозного расширения вен нижних конечностей путём перевязки и резекции небольшой части большой подкожной вены у её устья (метод Троянова-Тренделенбурга). Он впервые сообщил о симптоме недостаточности венозных клапанов. Не потеряли ценности его работы о целесообразности и безопасности перевязки крупных вен при их ранениях. Алексей Троянов предложил способ хирургического подхода к поддиафрагмальному пространству через предварительно изолированный реберно-диафрагмальный синус (способ Троянова). Им предложены операции при завороте сигмовидной кишки, а также способ цистэктомии (удаление мочевого пузыря).
4 мая 1890 года на заседании врачей Обуховской больницы продемонстрировал двух больных, которым в 1888 году выполнил перевязку большой подкожной вены и трансплантацию кожи по Тиршу на варикозные язвы. С тех пор и по настоящее время хирурги каждодневно продолжают применять в качестве основного этапа при флебэктомии перевязку ствола большой подкожной вены — операцию Троянова.
В 1893 году первым из русских хирургов выполнил успешную резекцию тонкой кишки при прободении брюшнотифозной язвы. Впервые в России в 1896 году выполнил холецистэктомию при перфорации желчного пузыря..
Создал крупную хирургическую школу. Его учениками были Иван Иванович Греков (1867—1934), Александр Александрович Кадьян (1849—1917), Борис Николаевич Хольцов (1861—1940) и многие другие замечательные хирурги.